# Brice Guyart

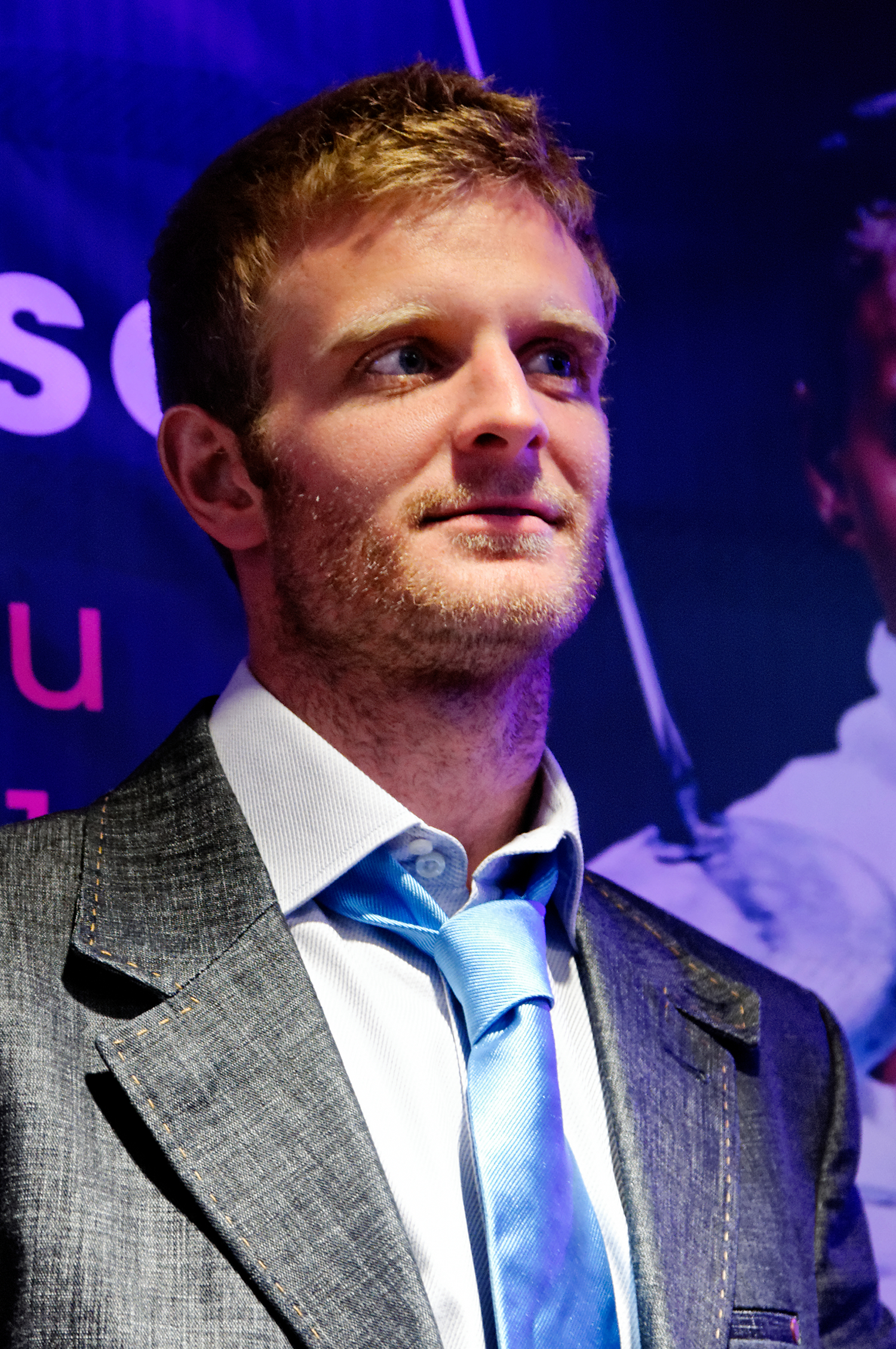
Brice Guyart (2012)

Brice Guyart (* 15. März 1981 in Suresnes) ist ein französischer Florettfechter, zweifacher Olympiasieger und Weltmeister.
Guyart begann im Alter von vier Jahren mit dem Fechten.
Bei den Olympischen Sommerspielen 2000 wurde er Olympiasieger mit der französischen Florettequipe. Vier Jahre später bei den Spielen in Athen gewann er die Einzelkonkurrenz.
Zuvor war er bei den Fechtweltmeisterschaften 2001 und 2003 jeweils Dritter im Einzel geworden. Als Mitglied des französischen Florettteams wurde er 2001 Mannschaftsweltmeister und gewann bei der Weltmeisterschaft 2002 die Silbermedaille.
2005 wurde er in Leipzig Mannschaftsweltmeister, ebenso bei der WM 2007. Die Mannschaft gewann auch bei der EM 2006 in Izmir, hier holte er zusätzlich Bronze im Einzel.
Bei den Olympischen Spielen 2008 in Peking belegte Guyart im Einzel den dreizehnten Platz.
2011 errang mit der Mannschaft Silber bei der Europameisterschaft in Sheffield und bei den Weltmeisterschaften in Catania sowie 2012 bei der Europameisterschaft in Legnano.
Seine Schwester Astrid Guyart ist ebenfalls Fechterin.